# David Baldeón
David Baldeón (n. Santander, de Cantabria, 1976) es un dibujante de historietas español.

## Biografía

### Inicios profesionales
Mientras estudiaba Diseño Industrial en Castellón, se unió al colectivo Otracosa Comics, que incluía además a Sergio Abad, Roberto Calero, Pedro Cifuentes, y Evandro Rubert. Gracias a los fanzines que editaban, fue descubierto al poco tiempo por Cels Piñol, autor de Fanhunter, el tebeo español contemporáneo de más éxito en aquel momento. Para este sello realiza los lápices de Fanhunter USA (1999) y Fanhunter: Barnacity by Gaslight, así como diversas tiras e ilustraciones para Planeta.
Después permanece varios años en el mundo de la animación, donde igualmente desarrolla un amplio trabajo. También ha colaborado en el mundo del cine realizando el storyboard de la película Los cronocrímenes (2007) dirigida por su amigo Nacho Vigalondo.

### El mercado exterior
En 2007 da el salto al mercado estadounidense, comenzando a dibujar para DC Comics las páginas de la nueva serie Blue Beetle. Tras varias páginas sueltas en los números 13 y 18, David Baldeón ha dibujado todo el número 19. Después de esto pasó, dentro de la misma editorial, a dibujar los números 169 y 172 de la serie Robin y los números 27 y 28 de Blue Beetle. 
En 2009 comenzó a colaborar con Marvel Comics, realizando varias páginas para la miniserie Dr. Doom & The Masters of Evil. Tras un número unitario protagonizado por Hawkeye y Blonde Phantom, se encargó del dibujo de la miniserie Nomad: Girl Without a World, con guion de Sean McKeever. Ese mismo año participa también en la obra colectiva Sustentum. Historias que se sostienen (2009, Consejería de Medio Ambiente de Cantabria) con Iñigo Ansola,  Álvaro Iglesias, Pedro Soto, Laura y Ricardo Súa y Enrique Vegas.
Tras dibujar por unos meses las aventuras de Rikki Barnes como complemento en la serie del Capitán América, en marzo de 2010 se anunció que, de nuevo con guiones de McKeever, sería el encargado de dibujar una serie regular dedicada a los Young Allies, grupo formado en esta versión por Gravity, Firestar, Toro, Araña y Nomad.
En 2010, al finalizar la serie de Young Allies y tras ilustrar el Avengers Academy Giant-Size #1 -con guion de Paul Tobin-, Baldeón participó en la serie Marvel Zombies Christmas Carol. Esta miniserie, guionizada por Jim McCann, adaptaba el clásico navideño de Charles Dickens. A este proyecto le siguió el puesto de dibujante de la relanzada X-Men: Legacy, a partir de su número 260.1, con guiones de Christos Gage. Tras un breve paso por Astonishing X-Men, Baldeón diseñó y dibujó la serie de IDW Publishing D&D: Forgotten Realms - Cutter (2013)
En 2013 se encarga de dibujar los números finales de la serie Araña Escarlata, de nuevo para Marvel. Tras esta breve etapa, se incorpora como dibujante a la serie Nova (Sam Alexander) en su número 14. Con la excepción de algunos números de relleno a cargo de otros dibujantes, Baldeón permanece como dibujante regular de la colección hasta su cierre en 2015.